# Christiaan van Schuppen
Christiaan van Schuppen (Veenendaal, 10 oktober 1887 - Lunteren, 3 april 1948) was een Nederlandse verzetsstrijder tijdens de Tweede Wereldoorlog. Van Schuppen bood onderdak aan een drietal Joodse onderduikers.

## Levensloop
Christiaan van Schuppen was een zoon van Gerrit van Schuppen (1859-1947) en Gerritje van Silfhout (1857-1931). In 1915 nam hij een manufactuurzaak aan de Schaffelaarstraat in Barneveld over van zijn vader. In 1921 was Van Schuppen een van de oprichters van de Coöperatieve werkvormen Spaar- en Voorschotbank Boaz voor Barneveld en Omstreken. Ook was hij actief in het Barneveldse verenigingsleven. Zo was Van Schuppen voorzitter van ijsclub De Schaffelaar.
Ten tijde van de Tweede Wereldoorlog woonde Van Schuppen aan de Vijfsprongseweg in de buurtschap Meulunteren. Hij bood onderdak aan een drietal Joodse onderduikers, te weten de zusjes Henny Mimi de Vries en Meta de Vries uit Amersfoort en hun neef Fred van Zuiden. Verder bood Van Schuppen onderdak aan drie Nederlandse militairen die ondergedoken waren omdat ze anders weer in krijgsgevangenschap moesten. Een van hen was Van Schuppens eigen zoon Gerrit.
In augustus 1943 kreeg Van Schuppen bezoek van een Gestapo-agent, onbekend is om wie het gaat. Deze agent was op zoek naar een van militairen die bij hem ondergedoken zat, wegens diens verzetsactiviteiten. De komst van de agent was voor Henny de Vries reden om hard weg te rennen. Juist daardoor trok zij de aandacht en kon ze, op het moment dat de agent haar te pakken kreeg, niets anders dan bekennen van Joodse afkomst te zijn. Fred van Zuiden wist te ontkomen door zich voor te doen als zoon van vakantiegangers die achter op het terrein van Van Schuppen een huisje huurden.
Van Schuppen werd samen met zijn schoondochter Rosa en de zusjes De Vries overgebracht naar het zogenaamde Oranjehotel in Scheveningen. Henny Mimi de Vries en Meta de Vries werden kort daarna via Kamp Westerbork als strafgevallen naar Auschwitz gestuurd, waar ze direct na aankomst de dood vonden in de gaskamer. Van Schuppen kwam na twee weken op vrije voeten doordat hij bleef ontkennen dat hij had geweten dat de meisjes van Joodse afkomst waren.
Ruim twee maanden later werd Van Schuppen wederom gearresteerd op beschuldiging van Jodenbegunstiging. Hij wist in de nacht van 5 op 6 november 1943 met behulp van de verzetsmannen Derk Wildeboer en Maas van Grootheest te ontsnappen uit het Edese politiebureau en dook vervolgens onder bij Aart Roelofsen in Lunteren en later in de oorlog in Barneveld.

## Persoonlijk
Van Schuppen was getrouwd met Johanna Cornelia van Dongen (1887-onbekend), met wie hij twee kinderen kreeg.